# Isola Ohlin
L'Isola Ohlin o Isola Bailys è un'isola situata a 11 chilometri a ovest dell'estremità nord dell’Isola della Torre nell'Arcipelago di Palmer. L'isola Ohlin fu scoperta dalla spedizione antartica svedese (1901-1904) e chiamata da Otto Nordenskiöld in onore di Axel Ohlin, zoologo della spedizione.